# Siedlung Reinshagen

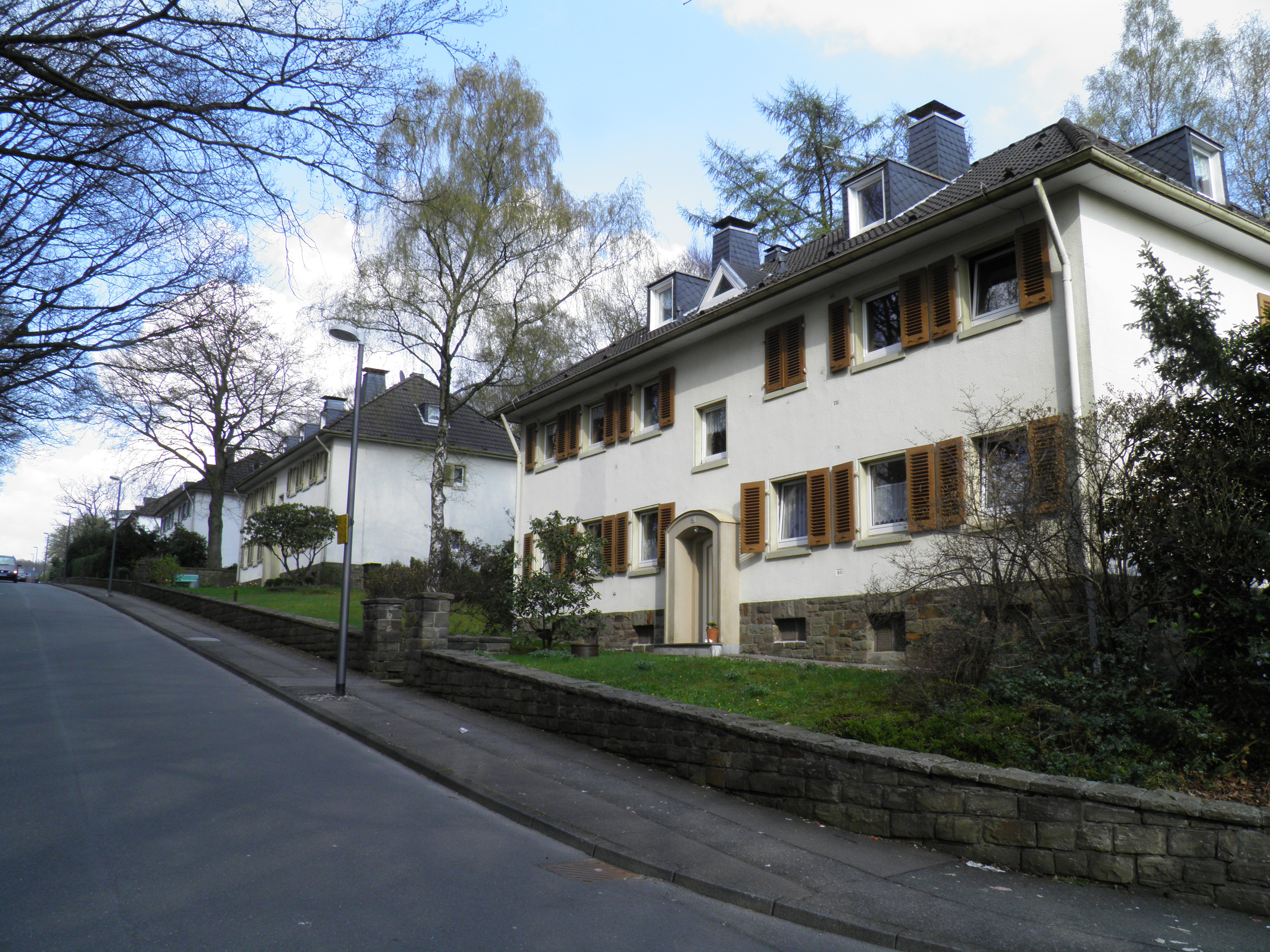
Reinshagen-Häuser in der Straße Blaffertsberg

Die Siedlung Reinshagen oder auch Reinshagen-Siedlung ist eine in der Mitte des 20. Jahrhunderts errichtete Werks- oder Arbeitersiedlung in der bergischen Großstadt Wuppertal in Nordrhein-Westfalen, die unter Denkmalschutz steht.

## Lage
Die Siedlung befindet sich im Stadtteil und Stadtbezirk Ronsdorf, im Süden Wuppertals und in unmittelbarer Nähe der Stadtgrenze zu Remscheid im Wohnquartier Schenkstraße auf einer Höhe von etwa 280–290 Metern über Normalnull. Sie befindet sich in fußläufiger Entfernung zu dem Firmengelände an der Reinshagenstraße und Dickestraße in der Nähe des Ronsdorfer Bahnhofs. Die einzelnen Wohnhäuser befinden sich in den Straßen Blaffertsberg und Hordenbachstraße sowie in der kurzen und zwischen diesen beiden Straßenzügen liegenden Verbindungsstraße Im Vogelsiepen. Zwischen den Gebäuden befinden sich parkähnliche Freiflächen mit altem und hohem Baumbestand.

## Geschichte
Die Entstehung der Siedlung ist eng mit der Geschichte der Kabelwerke Reinshagen verbunden.
Am 1. April 1874 wurde in Ronsdorf von Carl Reinshagen Sen. und Heinrich Hüttenhoff die Bandfabrik Carl Reinshagen und Heinrich Hüttenhoff gegründet, die gewebte Bänder und Besatzartikel herstellte. 1880 wurde der Firmensitz zunächst nach Barmen und im Jahre 1914 wieder zurück nach Ronsdorf verlagert, wo am Standort der späteren Dickestraße ein geeignetes Gelände für Errichtung der Werksgebäude von der Familie Dicke erworben wurde. Im Laufe der Jahre wurde die Produktpalette ausgeweitet; bedeutende Standbeine waren Telefonkabel, Widerstandsdrähte sowie isolierte Kabel und Leitungen. Das Unternehmen firmierte seit 1935 unter dem Namen Kabelwerke Reinshagen GmbH. Es besteht heute in dieser Form und unter diesem Namen nicht mehr; es ist mittlerweile in die Unternehmen Draka Automotive GmbH und Delphi Deutschland GmbH unter dem Dach der Muttergesellschaft Delphi Corporation aufgegangen.
Bis 1939 war die Mitarbeiterzahl auf etwa 760 angestiegen, und die Geschäftsleitung unter der Führung von Gerrit de Haas sah es in einer Zeit der Wohnungsnot, von der vor allem kinderreiche Arbeiterfamilien betroffen waren, als vorteilhaft an für „verdiente“ Arbeiter und Angestellte ansprechenden Wohnraum in Werksnähe zur Verfügung zu stellen. Zu diesem Zweck wurde das ehemalige Werksgelände der Feuerwerkskörperfabrik Karl Lippold KG Am Blaffertsberg erworben. Das Gelände lag im Grüngürtel der Stadt und bot sich wegen seiner Betriebsnähe für den Bau einer Werkssiedlung an. In den Jahren 1938, 1939–1941 und 1949/50 wurde die Siedlung in drei Bauabschnitten nach den Plänen der lokalen Architekten Hermann Deffke und René Stauhs erbaut und nach einem der Firmengründer benannt.
Die Kabelwerke Reinshagen wurden innerhalb der nationalsozialistischen Rüstungsindustrie des Dritten Reiches als „kriegswichtig“ eingestuft, und so wurde die Siedlung mit der „Goldenen Fahne eines Musterbetriebes“ ausgezeichnet. „Die von dem Werk errichtete Siedlung auf dem Blaffertsberg“ wurde als „eine der schönsten in ganz Wuppertal“ beschrieben.

## Beschreibung
Die Siedlungshäuser bilden in ihrem Erscheinungsbild eine geschlossene Einheit. Sie unterscheiden sich aber in der Größe, Aufteilung und Grundrissen der Wohnungen. Alle Gebäude der Siedlung sind in ihrer Front parallel nach Südosten ausgerichtet und besitzen zwei Vollgeschosse und ein (teilweise heute ausgebautes) und mit dunkelbraunen Dachpfannen gedecktes Walmdach mit Dachgauben. Sie beherbergen (unterschiedlich) vier bis sechs Wohnungen in der Größe von 1 1/2 bis zu vier Wohnräumen, die von dem mittig angelegten Treppenhaus erschlossen werden. Die Fassaden der mit eher einfachen Mitteln erbauten und in ihrem äußeren Erscheinungsbild sich stark ähnelnden Gebäude sind bei weitestgehenden Verzicht auf dekorative Elemente eher schlicht gestaltet. Das Mauerwerk der Häuser ist verputzt und einheitlich beige gestrichen. Lediglich die Kellergeschosse sowie die meistens über eine kleine Treppenanlage zu erreichenden Hauseingänge mit unterschiedlich ausgeführten Eingangsportalen sind farblich bzw. gestalterisch von der übrigen Fassade abgesetzt.
Die drei erst dem nach Ende des Zweiten Weltkriegs im dritten Baulos errichteten Häuser Hordenbachstraße 10, 12 und 14 unterscheiden sich in der Gestaltung der Eingangsportale und tragen nicht die Rundbogenfriese der älteren Häuser. Die Vorgärten sind durch Begrenzungsmauern abgetrennt. Diese sind, ebenso wie die Pfeiler neben den Treppenaufgängen, in unverputzter Mauerbauweise mit Bruchsteinen aus Grauwacke ausgeführt. Die zur Straßenfront weisenden Fenster sind in Form und Größe gleichaussehend und mit braun lackierten Holzfensterläden versehen. Die parkähnlichen Anlagen zwischen den Gebäuden sind mit gemeinschaftlich nutzbaren Flächen und Spielplätzen ein Zeugnis für die seinerzeit populäre Gartenstadtbewegung.
Neben den Häusern für Arbeiter und Angestellte befinden sich in der Siedlung noch die Unternehmervillen Blaffertsberg 29 und das Haus für den ehemaligen Prokuristen Im Vogelsiepen 4, die auch Bestandteil der Siedlung sind, aber nicht unter Denkmalschutz stehen.
Heute befinden sich die Häuser in Privatbesitz und Teileigentum. Eine zwischenzeitlich geplante Bauverdichtung mit zusätzlichen Wohnhäusern zwischen den bestehenden Gebäuden wurde wieder zurückgestellt.

## Infrastruktur
Der nächste Bahnhof ist der etwa 700 Meter entfernte Bahnhof Wuppertal-Ronsdorf an der Bahnstrecke Wuppertal-Oberbarmen–Opladen, auf der heute die S-Bahnlinie Der Müngstener (S 7) der S-Bahn Rhein-Ruhr verkehrt.
Bushaltestellen mit überörtlich verkehrenden Buslinien (nach Wuppertal-Elberfeld Remscheid und Remscheid-Lüttringhausen) befinden sich in ca. 300 bis 400 Meter Entfernung an der Lüttrighauser Straße und am Graben. An letztere Haltestelle befand sich früher eine Bahnstation der Ronsdorf-Müngstener Eisenbahn, später Haltestation der hieraus hervorgegangenen Straßenbahnlinie über Clarenbach nach Remscheid oder Müngsten. Auch verbindet ein Bürgerbus die Siedlung mit dem gut zwei Kilometer entfernten Zentrum des Ortsteils Ronsdorf.
In der Siedlung und ihrer unmittelbaren Umgebung besteht keine Infrastruktur an Geschäften und Gaststätten.

## Denkmalschutz
Die folgenden 13 Gebäude wurden am 23. November 2000 in die Denkmalliste der Stadt Wuppertal aufgenommen:
- Blaffertsberg, Hausnummern 35–43 (nur ungerade)
- Hordenbachstraße, Hausnummern 10–18 (nur gerade)
- Im Vogelsiepen, Hausnummern 1–3

Hinzu kommen die dazugehörigen Außenanlagen, Einfriedungs- und Begrenzungsmauern nebst Treppen- und Wegeanlagen. Der Denkmalschutz beschränkt sich nicht nur auf einzelne Gebäude, sondern erstreckt sich auf das Gebäudeensemble als typisches Beispiel für die Unternehmensphilosophie größerer Betriebe und die Siedlungsarchitektur im Heimatschutzstil der 1930er und 1940er Jahre.